# 娄昭
娄昭（6世紀—？），字菩薩，代郡平城县（今山西省大同市）人，北魏、東魏时期的将领、官员。北齐神武帝高欢之妻武明皇后娄昭君的弟弟。

## 家世
祖父匹娄提是鲜卑贵族，家有僮仆千人，牛马无数。北魏太武帝時，以功封真定侯。父娄内干，身有武力，但还未出仕为官就去世了。

## 生平
娄昭身宽体胖，但颇擅武艺，弓马冠绝。作为高欢妻舅，深受其親重。
532年，高欢在信都另立元朗为帝，起兵反叛尔朱兆。娄昭为中軍大都督，随高欢在广阿（治所在今河北隆尧东）大败尔朱兆，以功封安喜縣伯，改濟北公，又徙濮陽郡公，授領軍將軍。北魏孝武帝元修欲摆脱高欢控制，杀死司空高乾等人，娄昭时在洛阳，称病逃回晋阳。
534年，孝武帝与高欢决裂后在河桥两军对阵，两军未交锋，孝武帝一方就溃散而逃，高欢领军进入洛阳后，兖州刺史樊子鹄见高欢驱走皇帝，独擅权柄，内心深为不服，于是割据兖州反叛，高欢立即派遣仪同三司娄昭為東道大都督率兵征讨。娄昭以大军围城，频繁攻击，但一直不能克服，后又引水灌城，仍然不下，遂改以招降之策。兖州将领大野拔等人在招降下，与东魏军暗中勾结，趁樊子鹄不备将其斩杀，献城投降。破城后，娄昭宽赦了樊子鹄的党羽。
後轉任大司馬，仍領軍。遷司徒，出為定州刺史。娄昭好酒，晚年得了偏風病（即半身不遂），雖然治疗痊愈，但不能繁重处理政务，州中的事务由幕僚处理，娄昭则总理大纲。后死于定州。追贈假黃鉞、太師、太尉，諡曰武。
北齐建国后，齐文宣帝高洋于天保元年六月壬午（550年7月3日）诏令，已故大司马娄昭等人辅佐先帝，协助治理皇室基业，有的不幸早年去世，有的以身殉职，可以派遣使者到墓地进行祭奠，并安抚慰问他们的妻子儿女，安慰兼及活着或死去的人，追封娄昭为太原王。皇建元年十一月庚申（560年12月15日），齐孝昭帝高演诏令将娄昭等十二人合祭于高欢的宗庙之中。

## 儿子
有子娄仲達、娄定远、婁季略。
長子仲達袭爵。后改封濮陽王。次子定遠，在外戚中深受武成帝高湛的偏爱，被另封为臨淮郡王。高湛临终时，與趙郡王高叡等同受顧命，位司空。高叡、婁定遠等人久掌朝政，与武成皇后胡氏、和士开等后宫一派矛盾激发，婁定遠贪财，被和士开賄賂收买，高叡最后被杀。婁定遠不久也被外放为瀛州刺史。齐后主宠臣穆提婆曾向婁定遠讨取其弟娄季略的伎妾，被拒后怀恨在心。武平五年（574年），南安王高思好在朔州举兵反叛，穆提婆指使婁定遠下属的臨淮國郎中令诬告定遠暗中與高思好交通。後主马上下令開府段暢率三千騎兵围杀娄季略，令侍御史趙秀通到瀛州，以收受賄賂事弹劾娄定遠。定遠怀疑有變，于是自縊而死。

## 延伸阅读
[在维基数据编辑]
 《北齊書·卷15》，出自李百药《北齊書》
 《北史·卷054》，出自李延壽《北史》